# Silnice II/230
Silnice II/230 je silnice druhé třídy v západních Čechách propojující města Bečov nad Teplou, Mariánské Lázně, Planá, Stříbro, Stod, Přeštice a Nepomuk. Je dlouhá asi 120 km.
V minulosti byla většina této silnice součástí silnice první třídy I/23, trasa Planá - Brno. Později byla zčásti značena jako silnice I/24 (v úseku Bečov - Mariánské Lázně) a zčásti jako silnice I/21 (Planá - Nepomuk).

## Trasa silnice

### Karlovarský kraj

#### okres Karlovy Vary
- Bečov nad Teplou (napojení na I/20)

#### okres Cheb
- Mnichov (křížení s II/210)
- začátek peáže s II/198
- Zádub-Závišín
- Mariánské Lázně (napojení II/215)

### Plzeňský kraj

#### okres Tachov
- Chodová Planá (začátek peáže s I/21 a II/201)
- Planá (konec peáže s I/21, II/198 a II/201)
- Černošín
- Víchov
- napojení II/202
- Těchlovice
- Stříbro (křížení s II/193 a II/605)
- křížení s D5 (exit 107)
- Ostrov u Stříbra (křížení s II/203)

#### okres Plzeň-sever
- Lochousice

#### okres Plzeň-jih
- Ves Touškov
- Stod (křížení s I/26, napojení II/182)
- Chotěšov
- Černotín
- Přestavlky
- Oplot
- Přeštice (křížení s I/27, II/183)
- Kucíny
- Dolce
- Újezd (Horšice)
- Týniště
- Skašov
- Březí (Žinkovy)
- Kokořov (Žinkovy)
- Novotníky
- napojení na II/191
- křižovatka Nepomuk (napojení zpět na I/20)